# Kinyongia matschiei
Kinyongia matschiei — вид ігуаноподібних ящірок родини хамелеонових (Chamaeleonidae). Ендемік Танзанії.

## Поширення і екологія
Kinyongia matschiei мешкають в горах Східної Усамбари на північному сході Танзанії. Вони живуть у вологих гірських тропічних лісах, іноді трапляються на узліссях та в деградованих лісах. Зустрічаються на висоті до 1500 м над рівнем моря. 

## Збереження
МСОП класифікує цей вид як такий, що перебуває під загрозою зникнення. Kinyongia matschiei загрожує знищення природного середовища.